# Julio María Sanguinetti
Julio María Sanguinetti Coirolo (Montevidéu, 6 de janeiro de 1936) é um político do setor batllismo do Partido Colorado (Uruguai), advogado, jornalista e historiador, presidente da República Oriental do Uruguai  em dois períodos 1985-1990, 1995-2000. Doutor Honoris Causa pela Universidade de Brasília em 1986.

## Trajetória política

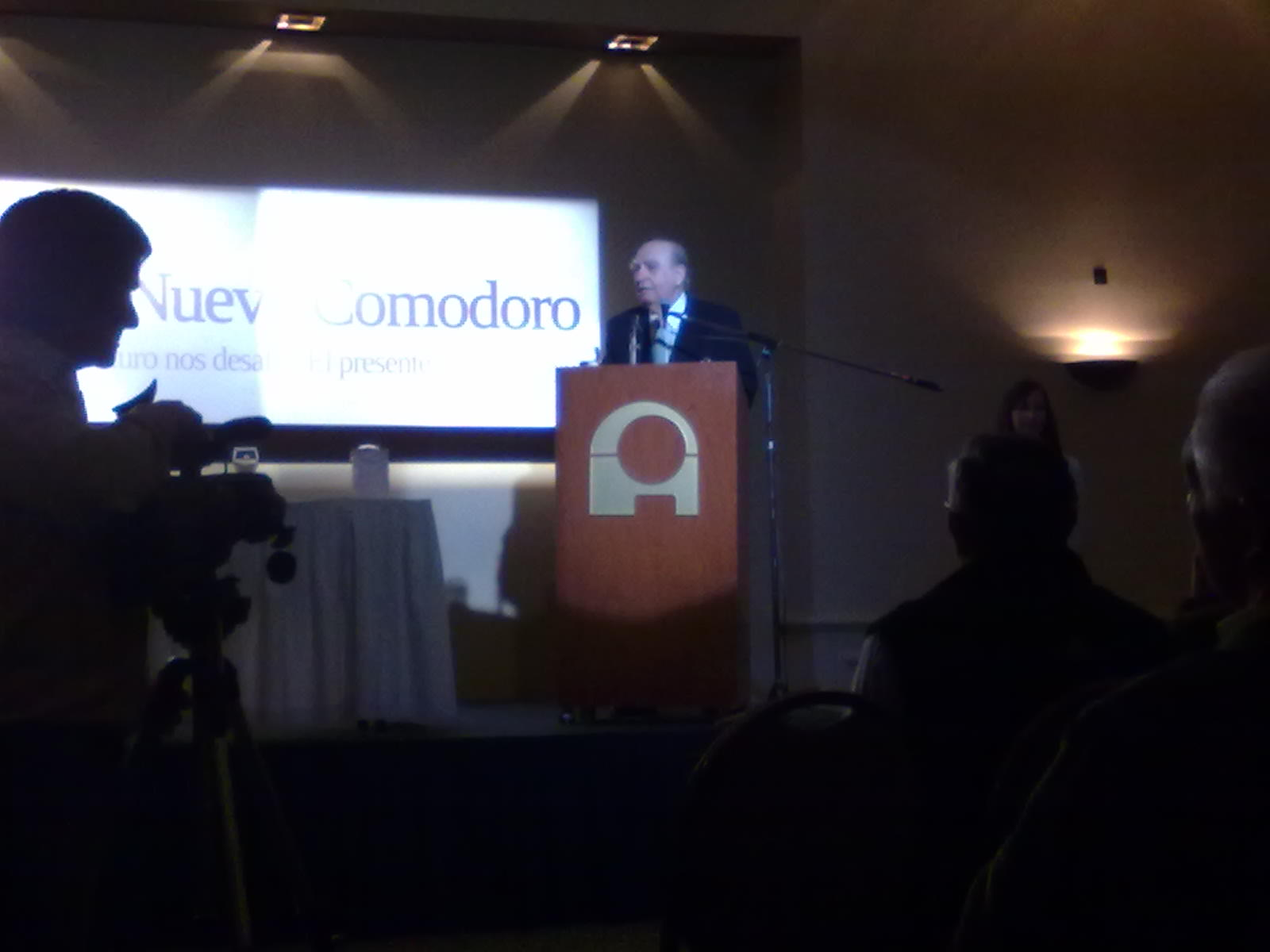
O ex-presidente uruguaio Julio María Sanguinetti em apresentação (agosto de 2010) na cidade argentina de Comodoro Rivadavia.

Discípulo político do ex-presidente Luis Batlle Berres, ingressou na arena política através do jornalismo nos jornais El Dia e Acción, empresas jornalísticas que respondiam ás diretrizes do Partido Colorado. 
Se formou em Direito em 1961 pela Universidad de la República. 
Foi deputado da República em representação de Montevidéu de 15 de fevereiro de 1963 a 27 de junho de 1973, ministro de Indústria e Comércio no governo de Jorge Pacheco Areco, e ministro de Educação e Cultura no governo de Juan María Bordaberry antes de que este desse o golpe de estado em 27 de junho de 1973.
Opositor á ditadura cívico-militar (1973-1985) fez campanha contra o projeto de institucionalização do regime militar em 1980 que foi plebiscitado em 30 de novembro desse ano. O projeto foi derrotado pelas urnas e os militares no poder acataram o resultado e foram permitindo uma gradual abertura política.
Sanguinetti se transformou no líder do setor majoritário do partido nas internas partidárias de 1982, já que o líder natural Jorge Batlle estava proscrito pela ditadura. Nessa condição participou junto a outros dirigentes políticos das negociações com o governo militar no Parque Hotel em 1983 e no Clube Naval em 1984 na busca do retorno á normalização democrática.
Com o lema "un cambio en paz",  venceu as eleições nacionais de novembro de 1984 e tornou-se o primeiro presidente democrático depois de 12 anos. Entregou o poder em 1990 ao blanco Luis Alberto Lacalle, já que a Constituição uruguaia de 1967 não permite a reeleição imediata, e em 1995 voltou a ser presidente da República. 
Durante seu primeiro mandato amnistiou os guerrilheiros Tupamaros (entre eles José Mujica, que seria depois presidente da República 2010-2015), e promulgou em 1986 a controvertida lei de "caducidade da pretensão punitiva do estado". Em termos gerais essa lei eximia militares e policiais dos delitos cometidos no período da ditadura cívico-militar. Essa lei foi ratificada por plebiscito em duas ocasiões: em 1989 e vinte anos depois, em 2009. Em seu favor pesou o argumento de que era a forma possível de consolidar a democracia em paz, evitando ressentimentos do passado, perdoando assim aos guerrilheiros que haviam atentado contra a democracia nos anos anteriores ao golpe de estado de 1973, e aos militares que haviam cometido abusos e crimes durante a ditadura (1973-1985).
Em 1 de março do ano 2000 finalizou seu segundo governo, entregando a faixa presidencial ao seu antigo líder, colorado e membro de uma família política emblemática, Jorge Batlle.
Em 2004 foi eleito senador da República, ocupando o cargo de 15 de fevereiro de 2005 até 15 de fevereiro de 2010.
Em 1990 foi fundador dentro do Partido Colorado do setor Foro Batllista de tendência social-democrata, setor que em 2009 se fusionou dando lugar ao setor Propuesta Batllista (Proba) que na interna partidária é opositor da fração Vamos Uruguay, liderada por Pedro Bordaberry.
Também foi Secretário-geral do Partido Colorado em duas ocasiões: 1983-1985; 2004-2009.
É autor de uma extensa biografia do pintor Pedro Figari  e de livros de história. 
Ademais, é membro do Club de Madrid, organização independente integrada por ex-chefes de estado criada para promover a democracia, é presidente da Fundação Círculo de Montevideo, palestrante internacional e articulista dos jornais El País de Montevidéu, El País de Madrid, La Nación de Buenos Aires, e do Semanário Correo de los viernes de Montevidéu.